# Tux Paint
Tux Paint je kreslicí program pro děti, původně pro Linux, ale portován i pro Windows a Android. Je součástí většiny linuxových distribucí. Projekt je s pomocí mnoha dobrovolných programátorů vyvíjen od roku 2002. Byla pro něj použita licence GNU GPL. Program je alternativou k podobnému komerčnímu programu Kid pix.

## Vlastnosti programu
Tux Paint se od typických grafických editorů (jako je GIMP nebo Photoshop) odlišuje tím, že je navržen, aby jej mohly používat děti již od tří let. Uživatelské rozhraní by mělo být intuitivní, používá ikony, zvuky, a pomocné texty vysvětlující, jak program funguje.
Uživatelské rozhraní je rozděleno na pět částí:
- seznam nástrojů
- kreslící plocha
- paleta barev
- výběr různých objektů (štětců, fontů, efektů) podle aktuálního nástroje
- informace

Jako většina populárních grafických programů, Tux Paint obsahuje štětec, gumu, kreslení čar a mnohoúhelníků, psaní textu. Je možné vrátit několik posledních změn.
Uživatel nepotřebuje rozumět operačnímu systému, ani pracovat se soubory. Při ukládání souboru se nezadává jeho název, ani se nevybírá složka pro jeho uložení. Při načtení souboru se zobrazují zmenšené verze uložených souborů. Tisk rovněž neklade žádné dodatečné otázky.
Tux Paint obsahuje řadu filtrů a speciálních efektů, které lze aplikovat na kresbu, například rozmazání nebo vyblednutí. K dispozici je přes 800 "razítek", malých obrázků, které lze vkládat do kresby.
Konfigurace (samostatná aplikace) umožňuje rodičům a učitelům vypínat některé možnosti programu (tisk, zvuky...) a přizpůsobit jeho chování potřebám dětí (například používat v menu pouze velká tištěná písmena, nebo nerozlišovat mezi levým a pravým tlačítkem myši).
Tux Paint je přeložen do mnoha jazyků včetně češtiny.